# Louise
Louise Elizabeth Redknapp z domu Nurding (ur. 4 listopada 1974 w Londynie) – brytyjska piosenkarka popowa.
Pierwsze kroki stawiała w R&B grupie Eternal. W lipcu 1995 po sukcesie debiutanckiego albumu Always & Forever opuściła grupę i rozpoczęła karierę solową.
29 czerwca 1998 poślubiła brytyjskiego piłkarza Jamiego Redknappa.
W czerwcu 2005 w plebiscycie czytelników magazynu FHM znalazła się w pięćdziesiątce najpiękniejszych kobiet świata (zajęła 21. miejsce).

## Albumy
- Z kwartetem Eternal:
  - Always & Forever (1993)
- Solo:
  - Naked (1996)
  - Woman In Me (1997)
  - Elbow Beach (2000)
  - Changing Faces – The Best Of (2001)
  - Finest Moments (2002)